# V karavanu po Slovensku
V karavanu po Slovensku je český cestopisný seriál České televize. Byl vysílán od 9. ledna do 13. února 2020 na ČT2 vždy ve čtvrtek kolem 21:00. Skládá se z šesti epizod, kterými provází moderátor a herec Dalibor Gondík. Gondík si pořizuje karavan a vydává se na putování po Slovensku. V jednotlivých dílech navštěvuje jak proslulá, tak i méně známá místa a cestuje ze západu na východ země. Pozornost věnuje gastronomii, kultuře a tradicím. V seriálu se také snaží divákům ukázat, jak se s karavanem cestuje. Jedná se tedy o takový návod, jak trávit dovolenou v obytném voze. V průběhu seriálu dává i praktické tipy, čemu se vyvarovat a na co nezapomenout.

## Seznam dílů
| Pořadí | Významná navštívená místa                                          | Datum vysílání |
| ------ | ------------------------------------------------------------------ | -------------- |
| 1      | Bratislava, Žitný ostrov, Čachtický hrad, Čičmany                  | 9. ledna 2020  |
| 2      | Malá Fatra, Terchová, Rozsutec                                     | 16. ledna 2020 |
| 3      | Vlkolínec, Liptovská Mara, Liptovský Ján, Tisovec                  | 23. ledna 2020 |
| 4      | Štrbské pleso, Kežmarok, Levoča, Spišský hrad                      | 30. ledna 2020 |
| 5      | Slovenský kras, Košice, Dubnické opálové doly, Havaj, Medzilaborce | 6. února 2020  |
| 6      | Nová Sedlica, Stužica, Tokajská oblast, Zemplínská šírava          | 13. února 2020 |